# Victor Vaughen Morris
Victor Vaughen Morris (5 tháng 8 năm 1873 - 11 tháng 6 năm 1929) là một doanh nhân người Mỹ xa xứ và chủ quán bar nổi tiếng với phát minh ra pisco sour, đồ uống quốc dân của Peru.

## Xuất thân
Morris sinh ra ở Thành phố Salt Lake, Utah. Xuất thân từ một gia đình tiên phong, cha của ông là một doanh nhân và theo chủ nghĩa đa thê, từng phục vụ ở đó với tư cách là giám mục Mormon. Ông nội và ông cố của ông đã đóng một vai trò quan trọng khi thành lập thành phố. Ông làm quản lý cho  Công ty B.C. Morris Floral trong vài năm nhưng sau đó đảm nhận việc chỉ đạo các cửa hàng bán lẻ của Công ty Salt Lake Floral. Ộng vừa nổi tiếng, vừa tràn đầy năng lượng và thành công với tư cách là Chủ tịch hiệp hội những người trồng hoa Hoa Kỳ. Victor là lãnh đạo của Lodge No. 85 thuộc Elks.

## Morris' Bar, Lima, Peru

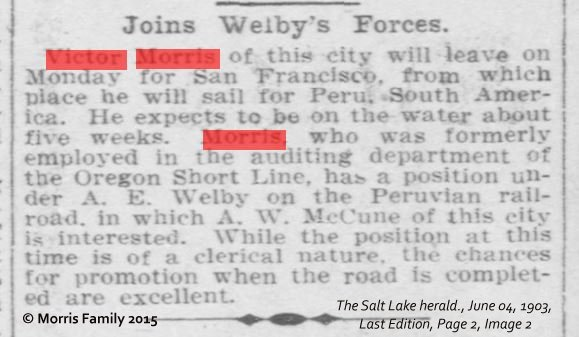
Bài báo của Salt Lake Tribune về vị trí thư ký đường sắt của Morris hoạt động ở Peru

Năm 1903, ông đến Peru để làm thủ quỹ cho Công ty Đường sắt Cerro de Pasco. Sau đó, vào năm 1915, ông chuyển đến Lima. Vào ngày 1 tháng 4 năm 1916, ông khai trương quán Morris' Bar.
Tọa lạc tại 847 Calle Boza (gần Quảng trường Thị trưởng tại Lima), Morris' Bar từng là điểm tụ tập của tầng lớp thượng lưu Peru và người nước ngoài nói tiếng Anh. Theo nhà nghiên cứu người Peru Guillermo Toro-Lira, trong số những nhân vật đáng chú ý khi tham dự Morris 'Bar có Elmer Faucett (người sáng lập hãng hàng không Faucett Perú), José Lindley (người sáng lập Corporación José R. Lindley S.A. và Inca Kola), Alfred L. Kroeber (nhà nhân chủng học văn hóa) và Richard Halliburton (nhà thám hiểm và đại sứ văn hóa tại Peru). Quán bar cũng là trung tâm thử nghiệm đồ uống của Morris. Có biệt danh là Gringo, Victor Morris đã tạo ra pisco sour như một phiên bản của whiskey chua.